# Blepharita semiconfluens
Blepharita semiconfluens là một loài bướm đêm trong họ Noctuidae.